# Poissonsexe
Poissonsexe je francouzsko-belgický hraný film z roku 2019, který režíroval Olivier Babinet. Snímek měl světovou premiéru na mezinárodním festivalu nezávislého filmu v Bordeaux dne 20. října 2019.

## Děj
Zatímco mořská fauna balancuje na pokraji vyhynutí, plachý biolog Daniel Luxet sní o otcovství. Při svém výzkumu učiní dva mimořádné objevy: zvláštní obojživelnou rybu s nohama (druh axolotla) a lásku.

## Obsazení
| Gustave Kervern         | Daniel Luxet                              |
| India Hair              | Lucie, pokladní na čerpací stanici        |
| Ellen Dorrit Petersen   | Eeva Kukkola, ředitelka výzkumného centra |
| Okinawa Valérie Guerard | Bao                                       |
| Alexis Manenti          | Éric, správce čerpací stanice             |
| Sofian Khammes          | Alaïd, Danielův kolega                    |
| Jean-Benoît Ugeux       | Georges, Danielův kolega                  |

## Ocenění
- Mezinárodní festival nezávislého filmu v Bordeaux: zvláštní uznání
- César: nominace v kategorii nejslibnější herečka (India Hair)